# The New Tetris
The New Tetris es un videojuego de lógica desarrollado por H2O Entertainment y Blue Planet Software, y publicado por Nintendo para la Nintendo 64. Es parte de la serie Tetris. Fue lanzado el 2 de agosto de 1999 en Norteamérica.

## Jugabilidad
En esta versión de Tetris se puede jugar partidas de cuatro jugadores y transferir líneas eliminadas a otro jugador usando "basura".
En el modo de un jugador, se suman las líneas totales eliminadas en cada partida que juegas y, una vez que se alcanza cierta cantidad, se desbloqueará un monumento famoso y se podrá ver desde todos los ángulos en 3D. El proceso se puede acelerar construyendo cuadrados de cuatro por cuatro con piezas, que se convertirán en cuadrados plateados (y, en el caso de los cuadrados formados por cuatro piezas iguales, en cuadrados dorados) que otorgarán líneas de bonificación.
El juego muestra vistas panorámicas de estructuras, como la Esfinge, el Panteón, la Catedral de San Basilio, un templo y otras, renderizadas en tiempo real. Lograr este nivel de calidad es relativamente difícil para el hardware de Nintendo 64. The New Tetris presenta un modo multijugador con hasta cuatro jugadores y una banda sonora de música electrónica de baile de Neil Voss, quien también compuso la galardonada música de Tetrisphere.

## Diferencias del juego
Hay varias diferencias clave en la mecánica de juego con respecto al Tetris original. En primer lugar, además de despejar líneas, los jugadores también pueden formar cuadrados grandes de 4x4 de cuatro piezas para crear "bloques". Cuando se forma un bloque, se vuelve de oro macizo o plata, según su composición: un bloque construido con todas las piezas del mismo tipo se convierte en un bloque dorado o "monocuadrado", mientras que cualquier otra combinación da como resultado un bloque plateado o "multicuadrado". Los bloques solo se pueden construir con piezas enteras; si se ha despejado alguna parte de una pieza, no se puede utilizar para formar un bloque. Cuando se despeja una línea que contiene piezas de un bloque, se obtienen puntos adicionales.
En segundo lugar, para ayudar a planificar la construcción de bloques, el juego muestra tres piezas futuras e incluye un "área de almacenamiento" donde se puede guardar una pieza de repuesto. Si la pieza en el área de almacenamiento es más deseable que la pieza que está cayendo actualmente, el jugador puede presionar el botón L para intercambiar la pieza que está cayendo actualmente con la pieza almacenada.  
Otra característica es que la mecánica de rotación es mucho más flexible que en los juegos tradicionales de "Tetris", lo que permite varios empujones leves, a los que los jugadores se refieren como "patadas a la pared", antes de encontrar una posición en la que encaje el tetrominó. Algunos de estos ajustes alejan las piezas de las paredes, incluso "por encima" de otras piezas. De hecho, el juego recompensa a los jugadores por ejecutar estos "movimientos giratorios" aparentemente imposibles. Si se despeja una línea realizando un movimiento giratorio, todas las piezas por encima o por debajo del movimiento giratorio se separan en bloques individuales y caen, despejando potencialmente varias líneas y llenando espacios vacíos en la parte inferior del área de juego. Desafortunadamente, el proceso del movimiento giratorio hace que los bloques dorados y plateados vuelvan a ser piezas normales, lo que significa que ya no llevan su multiplicador cuando se despejan.
"Tetris Worlds" incluye las reglas de "The New Tetris" bajo el nombre de "Square Tetris", que presenta reglas de patadas a la pared aún más flexibles, aunque los criterios para lo que constituye un movimiento giratorio difieren significativamente.
El programador principal de "The New Tetris", David Pridie, colocó un mensaje secreto oculto dentro del código, que fue descubierto por piratas informáticos poco después del lanzamiento del juego.

## Recepción
El juego recibió críticas "favorables" según el sitio web de agregación de reseñas GameRankings.